# The Afterman: Descension
The Afterman: Descension es el séptimo álbum de estudio de la banda estadounidense de rock progresivo Coheed and Cambria. Se trata de la segunda parte de un álbum doble, cuya primera parte es The Afterman: Ascension (2012). La banda tardó siete meses en grabar los álbumes entre 2011 y 2012, y anunció una fecha de lanzamiento para el 5 de febrero de 2013.
La versión de lujo del álbum se lanzó con un libro de mesa de café coescrito por el miembro de la banda Claudio Sánchez y el escritor Peter David, que ofrece una experiencia canción por canción del álbum conceptual. El álbum es una precuela de la historia de Amory Wars y se centra en el personaje Sirius Amory.

## Lista de canciones
Todas las canciones escritas y compuestas por Claudio Sanchez, excepto "Away We Go", "Iron Fist" y "Dark Side of Me" compuestas por Claudio Sanchez y Travis Stever. 
| N.º | Título                                        | Duración |  |
| 1.  | «Pretelethal»                                 | 3:21     |  |
| 2.  | «Key Entity Extraction V: Sentry the Defiant» | 5:45     |  |
| 3.  | «The Hard Sell»                               | 5:10     |  |
| 4.  | «Number City»                                 | 3:49     |  |
| 5.  | «Gravity's Union»                             | 6:46     |  |
| 6.  | «Away We Go»                                  | 3:55     |  |
| 7.  | «Iron Fist»                                   | 4:46     |  |
| 8.  | «Dark Side of Me»                             | 5:03     |  |
| 9.  | «2's My Favorite 1»                           | 4:55     |  |

| iTunes (Edición de lujo) |                                                |          |  |
| N.º                      | Título                                         | Duración |  |
| 10.                      | «Dark Side of Me» (Einziger and Sanchez remix) | 4:24     |  |
| 11.                      | «Carol Ann» (bonus track)                      | 5:06     |  |
| 12.                      | «Random Reality Shifts» (bonus track)          | 5:47     |  |

## Créditos
- Claudio Sanchez – vocalista, guitarra
- Travis Stever – guitarra, coros
- Zach Cooper – bajo, coros
- Josh Eppard – batería